# Municipio de Wake Forest
El municipio de Wake Forest (en inglés: Wake Forest Township) es un municipio ubicado en el  condado de Wake en el estado estadounidense de Carolina del Norte. En el año 2010 tenía una población de 65.491 habitantes.

## Geografía
El municipio de Wake Forest se encuentra ubicado en las coordenadas 35°56′40.54″N 78°29′53″O / 35.9445944, -78.49806.